# Санитхвонг, Камтхорн
Камтхорн Санитхвонг На Аюттхая (тайск. กำธร สนิทวงศ์ ณ อยุธยา; 6 сентября 1925 — 23 ноября 2000) — таиландский легкоатлет, выступавший в беге на короткие и средние дистанции, прыжках в высоту и длину и тройном прыжке; музыкальный педагог, радиоведущий. Участник летних Олимпийских игр 1952 года.

## Биография
Камтхорн Санитхвонг родился 6 сентября 1925 года.
Был первым студентом, который получил государственную стипендию для изучения музыки в Англии. Учился в музыкальной школе Гилдхолл Лондонского университета.
В 1952 году вошёл в состав сборной Таиланда на летних Олимпийских играх в Хельсинки. В прыжках в длину занял в квалификации 25-е место, показав результат 5,31 метра — на 1,89 метра меньше норматива, дававшего право выступить в финале. Также был заявлен в эстафетах 4х100 и 4х400 метров, прыжках в высоту и тройном прыжке, но не вышел на старт.
Работал преподавателем музыки, доцентом педагогического факультета университета Чулалонгкорна в Бангкоке.
Был энтузиастом внедрения западного классического музыкального образования в университетах Таиланда.
Был одним из основоположников камерного оркестра Pro Musica.
Был первым в Таиланде ведущим программы, посвящённой классической музыке, которая выходила в эфире радиостанции «Чула».
Умер 23 ноября 2000 года.